# Coptodryas
Coptodryas är ett släkte av skalbaggar. Coptodryas ingår i familjen vivlar.

## Dottertaxa tillCoptodryas, i alfabetisk ordning[1]
- Coptodryas abbreviata
- Coptodryas alpha
- Coptodryas amphicauda
- Coptodryas artegrapha
- Coptodryas atava
- Coptodryas bella
- Coptodryas borneensis
- Coptodryas brunneus
- Coptodryas camela
- Coptodryas chimbui
- Coptodryas chrysophylli
- Coptodryas comptus
- Coptodryas confusa
- Coptodryas corporaali
- Coptodryas costipennis
- Coptodryas curvidentis
- Coptodryas cylindrica
- Coptodryas destrictum
- Coptodryas diversicolor
- Coptodryas docta
- Coptodryas elegans
- Coptodryas erinacea
- Coptodryas eucalyptica
- Coptodryas exsculpta
- Coptodryas extensa
- Coptodryas gorontalosa
- Coptodryas huangi
- Coptodryas hylurgoides
- Coptodryas intermedius
- Coptodryas izuensis
- Coptodryas judenkoi
- Coptodryas kirishimanus
- Coptodryas libra
- Coptodryas muasi
- Coptodryas mus
- Coptodryas myllus
- Coptodryas myristicae
- Coptodryas nitellus
- Coptodryas nudibrevis
- Coptodryas nudipennis
- Coptodryas nugax
- Coptodryas obtusicollis
- Coptodryas parva
- Coptodryas pedella
- Coptodryas perparva
- Coptodryas pometianus
- Coptodryas popondettae
- Coptodryas pubipennis
- Coptodryas pulla
- Coptodryas punctipennis
- Coptodryas quadricostata
- Coptodryas recidens
- Coptodryas rosseli
- Coptodryas semistriatus
- Coptodryas tenella
- Coptodryas undulata
- Coptodryas vafra